# Perissomastix perdita
Perissomastix perdita är en fjärilsart som beskrevs av László Anthony Gozmány. Perissomastix perdita ingår i släktet Perissomastix och familjen äkta malar. Inga underarter finns listade i Catalogue of Life.